# Liz Claiborne
Anne Elisabeth Jane "Liz" Claiborne, född 31 mars 1929 i Bryssel i Belgien, död 26 juni 2007 i New York, USA, var en belgiskfödd amerikansk modeskapare och affärskvinna. Hon grundade 1976 företaget Liz Claiborne Inc.